# Comuna Nenciulești, Teleorman
Nenciulești este o comună în județul Teleorman, Muntenia, România, formată din satele Nenciulești (reședința) și Păru Rotund.

## Geografie
În comună trece un singur râu, Râul Vedea, mai existând și un mic pârâu care în timp s-a astupat de la resturile menanjere aruncate de localnici, iar ce a rămas sunt zone de apă stătătoare. Suprafața comunei este de 4105 de hectare.

## Transport
În comună există o serie de autobuze și microbuze pentru transportul în comun spre municipiul Alexandria si alte localități, precum și un microbuz școlar pentru transportul copiilor din satul Păru Rotund către școala din Nenciulești.

## Istorie
Comuna Nenciulești este atestată documentar de peste 480 de ani. La 2 iulie 1527, Radu de la Afumați „întărește lui Bojica și lui Oprea, cu frații și cu ceata lor, Ocina Nenciulești”. Se spune că satul ar fi existat încă de prin sec. al XV-lea pe valea Urluiului, în apropierea actualului sat Bogdana, dar locuitorii au decis să se mute pe actuala vatră, aducându-și și biserica de lemn, împreună cu preoții Ianciu și Radu. Vechea biserică a funcționat până când a început construirea actualei biserici, cu hramul „Sf. Paraschiva”, pe care au ridicat-o în doi ani.
La sfârșitul secolului al XIX-lea, comuna făcea parte din plasa Târgului al județului Teleorman și era alcătuit din satele Nenciulești și Păru Rotund, cu o populație de 1321 de locuitori. În comună funcționa o școală mixtă frecventată de 15 elevi și două biserici.
Anuarul Socec din 1925 consemnează comuna în plasa Alexandria a aceluiași județ și cu o populație de 1853 de locuitori.
În anul 1950, comuna a trecut în administrația raionului Alexandria al regiunii Teleorman, raion care, doi ani mai târziu, a fost inclus în regiunea București. 
În anul 1968, comuna a trecut la județul Teleorman, în actuala structură.

## Lăcașuri de cult

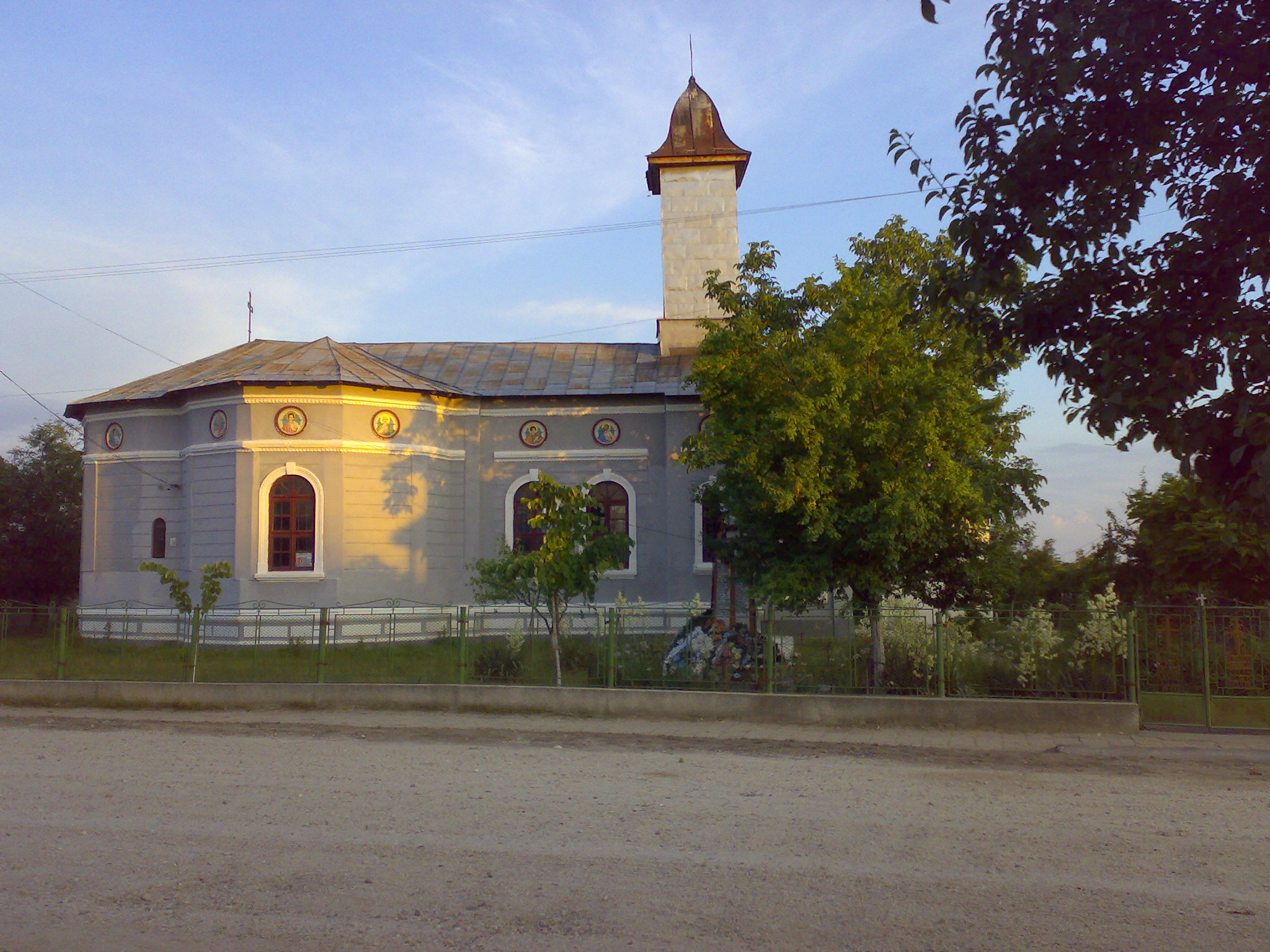
Biserica Sfânta Cuvioasă Parascheva a comunei Nenciulești

Construită în 1904, biserica Sf. Cuv. Parascheva are formă de cruce, cu zid din cărămidă și învelită cu tablă, având o singură turlă. La exterior este zugrăvită, iar în planul superior se află medalioane cu chipuri de sfinți, pe frontispiciu este pictată rugăciunea din grădina Ghetsimani. Pictura interioară a fost realizată în nulei si restaurată în 1994. Biserica dispune de o clopotniță din cărămidă și învelită cu tablă.

## Căminul cultural
Căminul cultural este folosit pentru organizarea de întâlniri distractive cu tinerii comunei, discoteci, evenimente precum zi de naștere, nunți, botezuri, tot aici se mai țin într-o sală special amenajată ședințele Consiliului local și alte întâlniri cu cetățenii comunei, etc. Căminul, fiind construit din perioada comunistă, se afla într-o stare de avansată de degradare, fiind renovat între anii 2008-2009, iar în spate se află frizeria locală.

## Educație
Comuna Nenciulești are o școală generală cu clasele I-VIII, o grădiniță de copii și școală cu clasele I-IV în satul Păru Rotund.

## Demografie
Componența etnică a comunei Nenciulești
     Români (94,68%)
     Alte etnii (5,32%)
Componența confesională a comunei Nenciulești
     Ortodocși (93,83%)
     Alte religii (0,76%)
     Necunoscută (5,41%)
Conform recensământului efectuat în 2021, populația comunei Nenciulești se ridică la 2.238 de locuitori, în scădere față de recensământul anterior din 2011, când fuseseră înregistrați 2.477 de locuitori. Majoritatea locuitorilor sunt români (94,68%). Din punct de vedere confesional, majoritatea locuitorilor sunt ortodocși (93,83%), iar pentru 5,41% nu se cunoaște apartenența confesională.

## Politică și administrație
Comuna Nenciulești este administrată de un primar și un consiliu local compus din 11 consilieri. Primarul, Vița Necea[*], de la Partidul Social Democrat, este în funcție din octombrie 2020. Începând cu alegerile locale din 2024, consiliul local are următoarea componență pe partide politice:
|  | Partid                          | Consilieri | Componența Consiliului | Componența Consiliului | Componența Consiliului | Componența Consiliului | Componența Consiliului | Componența Consiliului |
|  | ------------------------------- | ---------- | ---------------------- | ---------------------- | ---------------------- | ---------------------- | ---------------------- | ---------------------- |
|  | Partidul Social Democrat        | 6          |                        |                        |                        |                        |                        |                        |
|  | Partidul Național Liberal       | 4          |                        |                        |                        |                        |                        |                        |
|  | Alianța pentru Unirea Românilor | 1          |                        |                        |                        |                        |                        |                        |